# Barba
Barba is een geslacht van haften (Ephemeroptera) uit de familie Leptophlebiidae.

## Soorten
Het geslacht Barba omvat de volgende soorten:
- Barba mariae